# Süreyya Operaház
A Süreyya Operaház, más néven Süreyya Kulturális Központ (Süreyya Operası vagy Süreyya Kültür Merkezi) egy operaház Isztambul Kadıköy negyedében. Az épületet Kegham Kavafyan örmény építész tervezte Isztambul parlamenti képviselője, Süreyya İlmen parancsára. 1927-ben nyílt meg, a város anatóliai oldalának első zenés színházaként, a megfelelő felszerelés hiányában azonban operetteket sosem adtak elő; az épület ehelyett moziként üzemelt, mígnem funkcionális átalakítás után 2007 végén operaházként nyílt meg újra.

## Története
Süreyya pasa 1924-ben kezdte meg az épület építését, mert nagy szükség volt egy kulturális és társadalmi események rendezésére alkalmas helyre Kadıköyben. A pasát lenyűgözték az európai látogatásai során látott híres színházak. Az épületen érzékelhetőek ezek az esztétikai és funkcionális hatások, az előcsarnok például art deco stílusú, és a párizsi Champs-Elysées Színház hatása érezhető rajta, a belső tereken pedig a német építészeté. Az épület, melynek építészévé Süreyya İlmen pasa parancsára Kegham Kavafyant nevezték ki, 1927-ben készült el. A színház, amely Süreyya Operettszínház (Süreyya Opereti) néven nyílt meg 1927. március 6-án, az első ilyen intézmény volt Isztambul ázsiai oldalán, az egész városban pedig a hatodik.
Mivel a színház zenei színpada nem készült el teljesen, és öltözőket sem alakítottak ki, operetteket végül nem adtak elő, csak színdarabokat a hét egyes napjain. 1930-ban beépítették a hangosfilmek vetítéséhez szükséges felszerelést, ekkor az intézményt átnevezték Süreyya mozi névre (Süreyya Sineması). Hikmet Nazım, Nazım Hikmet híres költő apja lett a filmszínház első igazgatója.
Az emeleti bálterem éveken át esküvők színhelyeként szolgált, 1959-től pedig öt éven át a Kadıköy Sahnesi (Kadıköy Színpad) színitársulat használta. Később műhelyt alakítottak ki benne.
Süreyya İlmen 1950-ben a Darüşşafaka Cemiyeti jótékonysági szervezetnek adományozta a színházat a szegénységben élő árva gyermekek oktatásának elősegítésére, azzal a feltétellel, hogy amíg ő vagy a felesége él, addig még ők kapják a bevételeket. A pasa 1955-ben, felesége, Adalet İlmen 1966-ban hunyt el. A filmszínházat, melyet átvett a jótékonysági szervezet, ezután először Süreyya İlmen lánya, majd az unokái vezették.
A Süreyya mozi nézőterét 1996-ban felújították, a technikai berendezést pedig 2003-ban modernizálták, az épület külsejét az eredeti állapotnak megfelelően helyrehozták, mindezek azonban a vártakkal ellentétben nem jártak a látogatottság növekedésével.

## Felújítása

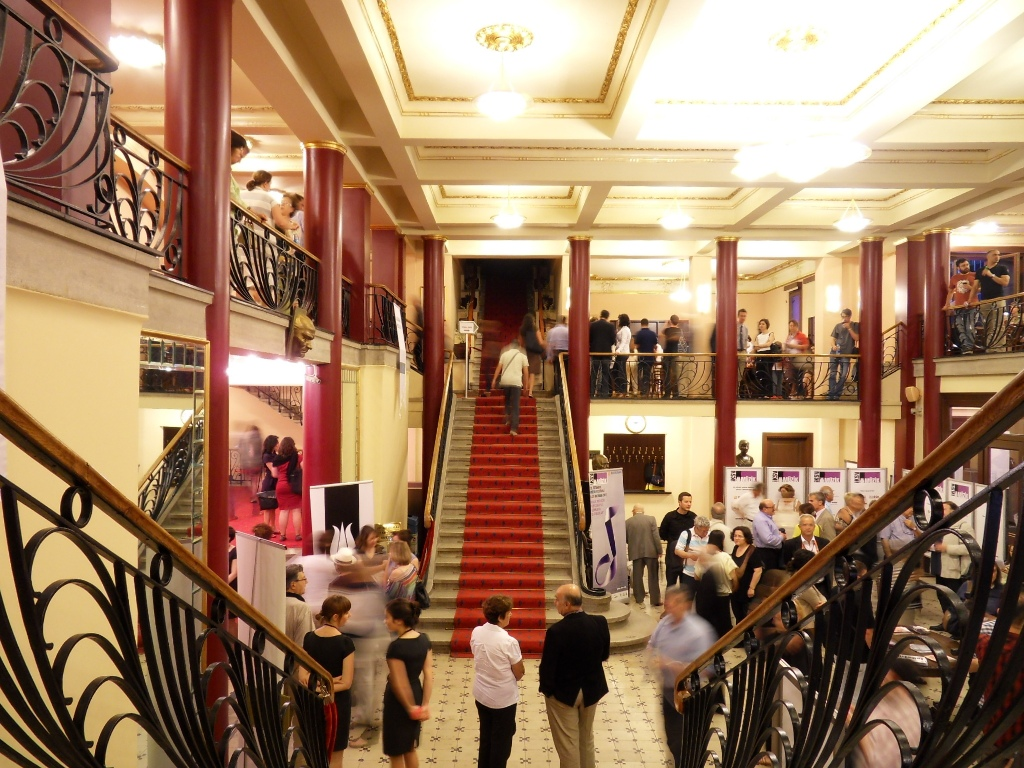
A Süreyya Operaház előcsarnoka

2006 elején Kadıköy önkormányzata Selami Öztürk polgármester vezetésével nekilátott az épület felújításának, miután 2005 augusztusában negyven évre bérbe vette a Darüşşafaka Egyesülettől. A felújítás során restaurálták a mennyezeti és a falakon található freskókat és a homlokzat szobordíszeit. A munkálatok majdnem két éven át zajlottak, a költségek körülbelül 14 millió török lírát tettek ki.
A Süreyya Operaház 2007. december 14-én nyílt meg újra, Ahmet Adnan Saygun Yunus Emre (Opus 26) című oratóriumával. Így Süreyya pasa álma egy operaház megalapításáról nyolcvan év után valóra vált.
A színpad szélessége 14 m, mélysége 10 m, magassága 4.9 m; a zenekari árok a felújításkor épült. Az épület építészeti átalakítása nélkül 14 öltözőt alakítottak ki. A nézőterem befogadóképessége 570 fő, az emeleti bálteremben 500 vendég fér el.
Az operaház az Isztambuli Állami Opera- és Balett-társulat székhelye. Hetente háromszor kerül sor opera- és balettelőadásokra az épületben. Emellett művészeti kiállításoknak és egyéb rendezvényeknek is otthont ad, például a Köztársaság napján rendezett bálnak.

## Fordítás
- Ez a szócikk részben vagy egészben  a   Süreyya Opera House című angol Wikipédia-szócikk ezen változatának fordításán alapul.  Az eredeti cikk szerkesztőit annak laptörténete sorolja fel. Ez a jelzés csupán a megfogalmazás eredetét és a szerzői jogokat jelzi, nem szolgál a cikkben szereplő információk forrásmegjelöléseként.